# Wolfebnerspitze
Il  Wolfebnerspitze   è una montagna alta 2.432 m sopra il livello del mare sita nelle Alpi dell'Algovia nello stato federale austriaco del Tirolo, in Austria. La vetta si trova nella valle Lechtal ed è' una vetta sussidiaria della Bretterspitze e sorge nella catena montuosa dell'Hornbach, che separa la valle dell'Hornbach a nord-ovest dalla valle dell'Haglertal, una valle laterale della valle del Lech a sud-est. Il paese più vicino è Häselgehr nella Lechtal. La montagna vicina a ovest è il Noppenspitze alto 2.594 m. A sud, il Sattelkarspitze forma una dorsale pronunciata che separa il Sattelkar a ovest dal Woleckleskar a est. A nord e a nord-ovest, ripide pareti rocciose precipitano nel Bretterkar.  Il rifugio di montagna più vicino è l'Hermann von Barth, situato 2 km a ovest-sudovest. e poco distante si trova la Jöchleshütte.

## Accesso
Il Wolfebnerspitze è la montagna di casa del rifugio intitolato a Hermann von Barth e un noto punto di incontro degli scalatori. Il monte è caratterizzato da circa 40 vie di arrampicata, sia per principianti che per esperti. Le vie singole presentano difficoltà tra il 3° e il 9° grado. La via normale al Wolfebnerspitze inizia dal rifugio Hermann von Barth e conduce direttamente alle vie di arrampicata. Sotto le imponenti pareti rocciose, il sentiero prosegue sul lato destro lungo la parete sud-est in salita fino a raggiungere la struttura rocciosa della Wolfebnerspitze. Da qui la salita diventa più impegnativa. Seguendo la segnaletica, si raggiunge direttamente il fianco orientale, dove si incontrano rapidamente tratti di arrampicata di II grado. I punti chiave sono due passaggi a doghe esposti che devono essere superati. Sono presenti spit singoli. Successivamente, il sentiero sale più ripido su roccia e ghiaia smossa verso la vetta. Poco sotto la vetta si trova un camino da attraversare. Una volta raggiunta la vetta, si gode di una vista panoramica sulle vicine cime delle Alpi dell'Algovia e sulla cresta principale della Lechtal. Inoltre, si gode di una splendida vista sul rifugio Hermann von Barth. La discesa segue lo stesso percorso della salita. Dal rifugio Hermann von Barth si prevede un tempo di percorrenza di circa 1 ora per la salita. Sono richiesti passo assolutamente sicuro, assenza di vertigini ed esperienza alpinistica. Sebbene il Wolfebnerspitze sia frequentata da alpinisti, la salita/discesa attraverso la via normale non deve essere sottovalutata. La via normale è classificata con una difficoltà di II+/III-.